# IBM Personal System/2

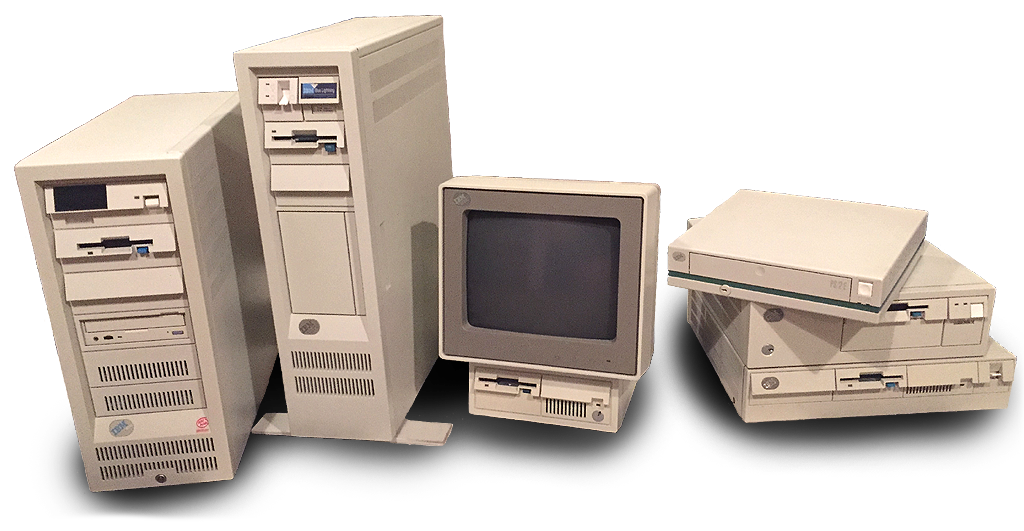
Enkele computers uit de IBM Personal System/2 generatie

Het Personal System/2 (afgekort PS/2) was de tweede generatie van personal computers van IBM die op de markt kwam op 2 april 1987. Uiteindelijk bleek de PS/2 een gedurfde maar zakelijk slechte gok te zijn: de PS/2 was softwarecompatibel met pc's van andere firma's maar de hardware van de PS/2 was zeer verschillend.

Dit was het gevolg van het feit dat de door iedereen in de pc's gebruikte, open AT bus (later de ISA bus genoemd), niet meer aanwezig was bij de PS/2 van IBM. Hoewel de technisch superieure MicroChannel bus zijn intrede deed met de introductie van de PS/2, was het gemis van de AT-bus hierin rampzalig. Dit gebrek had tot gevolg dat miljoenen add-in computerkaarten niet werkten met de meeste PS/2: ze waren niet meer IBM-compatibel (sommige PS/2's hadden overigens geen MCA-bus maar gewoon de gebruikelijke AT-bus).
Daarnaast had IBM de PS/2 zodanig ontworpen dat het omwille van technische en legale redenen moeilijk was om het ontwerp te klonen. IBM wilde iedereen die een PS/2 kloon wilde bouwen een licentie aan de hand doen, naast een terugwerkende licentiekost per eerder gemaakte IBM-kloon.

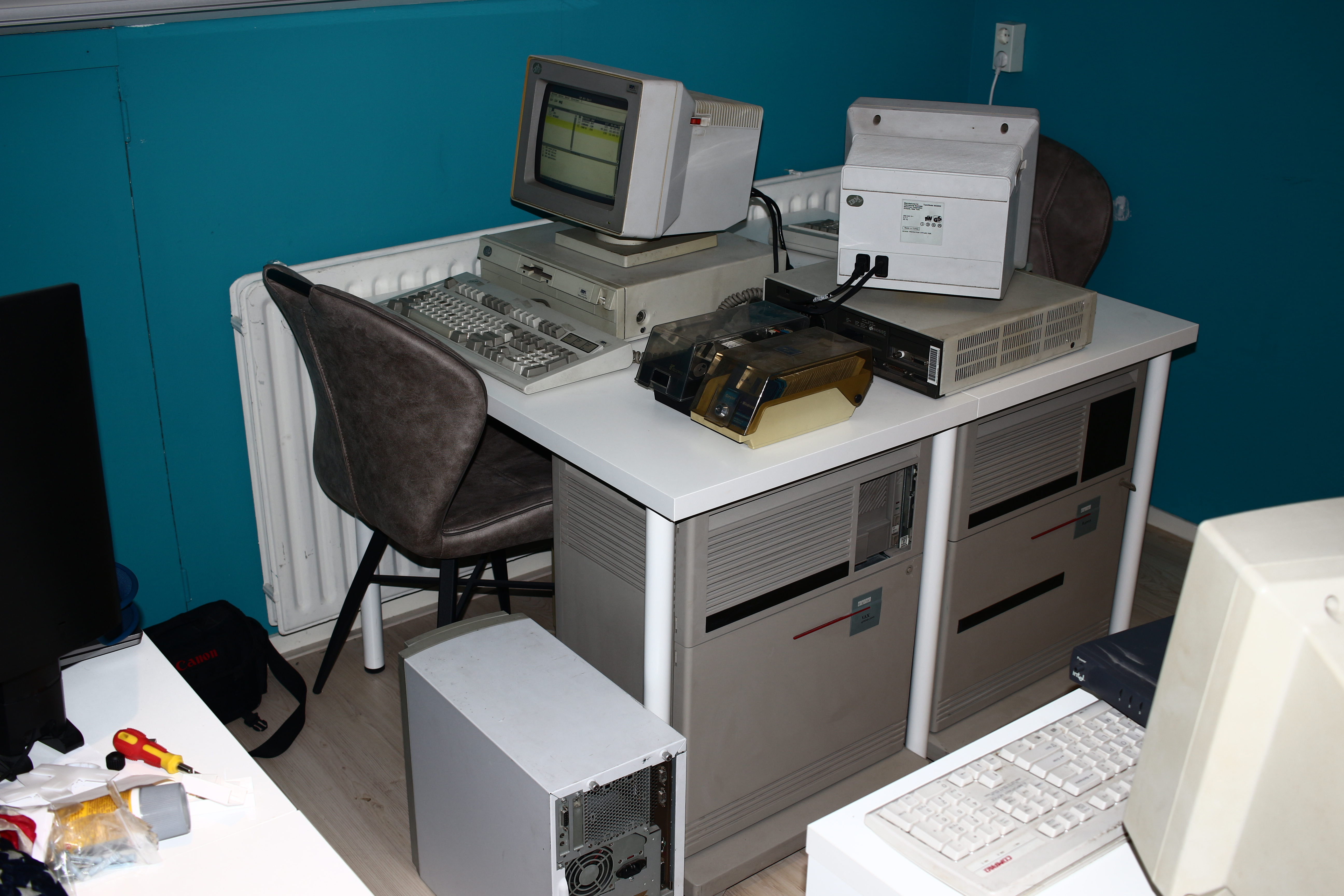
Een opstelling van 2 IBM PS/2 computers.

Op de PS/2 werd PS/2-interface voor toetsenbord en muis voor het eerst gebruikt. Deze interface is overgenomen op de pc's.